# 名古屋まつり

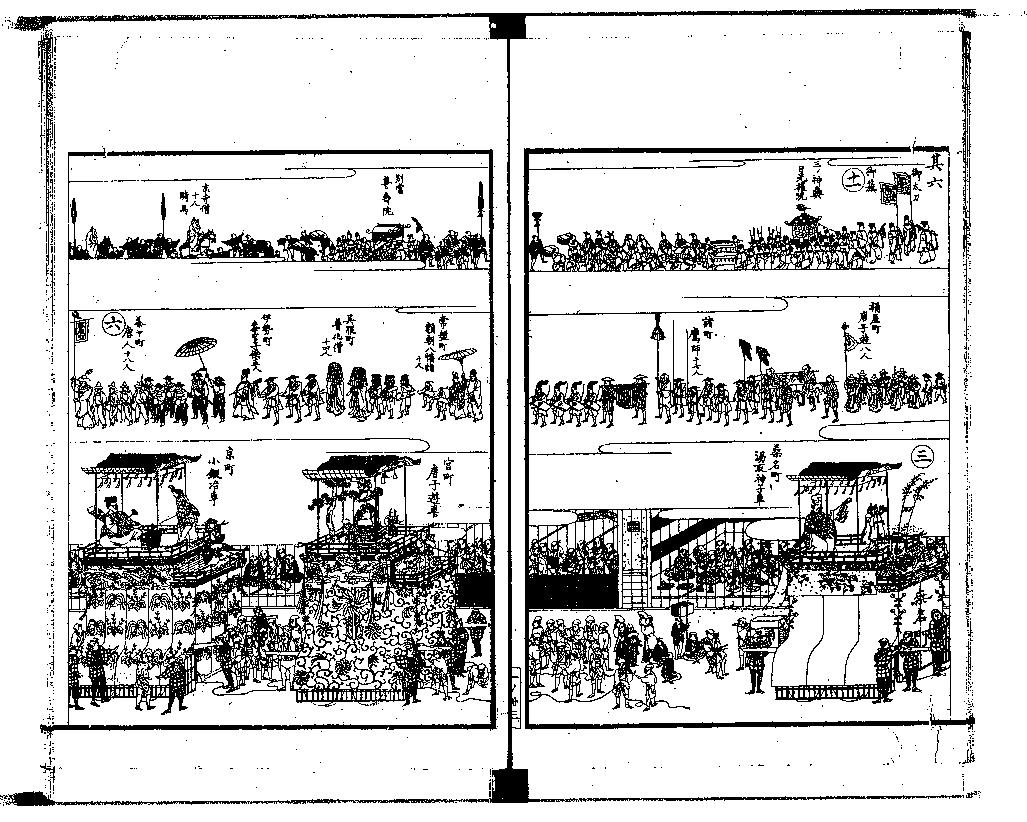
江戸時代に名古屋祭と称していた東照宮祭（『尾張名所図会. 前編　巻１　愛智郡』より「御祭禮全図　其六」）

名古屋まつり（なごやまつり）は、名古屋市、愛知県、名古屋商工会議所が主催し、毎年10月上旬（一部の年に例外あり）の土・日曜日に愛知県名古屋市内で開催される祭り。例年、200万人以上の人出でにぎわう。

## 概要
1955年（昭和30年）に「名古屋商工まつり」として第1回が開催された。当時としては全国では珍しい商業祭であった。当初から名古屋市電を利用した花電車が運行され、1973年（昭和48年）の全線廃止まで続いた。また、1966年（昭和41年）の第12回には花バスが初めて登場し、2005年（平成17年）まで運行されていた。1988年（昭和天皇病状悪化による自粛）と2020・21年（何れもコロナ禍）は開催中止。また、1959年（昭和34）は名古屋城天守閣が、第2次世界大戦での名古屋大空襲による焼失からの再建を果たし、その竣工記念として行われる予定だったが、直前の伊勢湾台風のため、祭り本体の開催は中止となるも、竣工式のみは内容規模を縮小し粛々とした雰囲気で行われた。
祭り最大の見せ場である郷土英傑行列では、それぞれ愛知県出身者の織田信長・豊臣秀吉・徳川家康らに扮した名士らが名古屋駅から名古屋城までパレードを行う。三英傑は第19回から一般公募され、このうち信長については馬に跨る事ができる者が条件となっている。三英傑のスポンサーは名古屋の百貨店が行っており、三英傑に随伴する三姫（濃姫・ねね〈以前は淀殿〉・千姫）も百貨店（丸栄廃業後の2018年（平成30年）以降は名古屋三越・ジェイアール名古屋タカシマヤ・松坂屋名古屋店）の女子店員から選出される事になっている。名鉄百貨店は少年鼓笛隊を提供。三英傑を経験した者の集まりである「英傑会」も組織されている。
なお、戦前まで行われていた徳川家康を祀る名古屋東照宮の例祭（東照宮祭）も一般に「名古屋祭」と呼ばれており、現在の名古屋まつりで行われる山車揃はその流れを汲んだものである。
SKE48がデビューした2009年（平成21年）頃からは、これらに加えて名古屋をはじめとした多数のローカルアイドルがライブを行っている。

## 運営
名古屋まつりの主催者は愛知県、名古屋市、名古屋商工会議所であり、この3者が名古屋まつり協進会を組織して、推進会の会長は名古屋市長が務める。予算は主に主催者の負担金と企業からの寄附金から賄われており、このうち9割は名古屋市の負担である。
まつりの実施には、百貨店（郷土英傑行列）や商店街（フラワーカーパレード）などの協賛企業、愛知県警察（警備）、陸上自衛隊（郷土英傑行列）、ボーイスカウト・ガールスカウト（雑踏整理）、ボランティアの協力を得ており、2012年度は95団体が参加した。

## ギャラリー

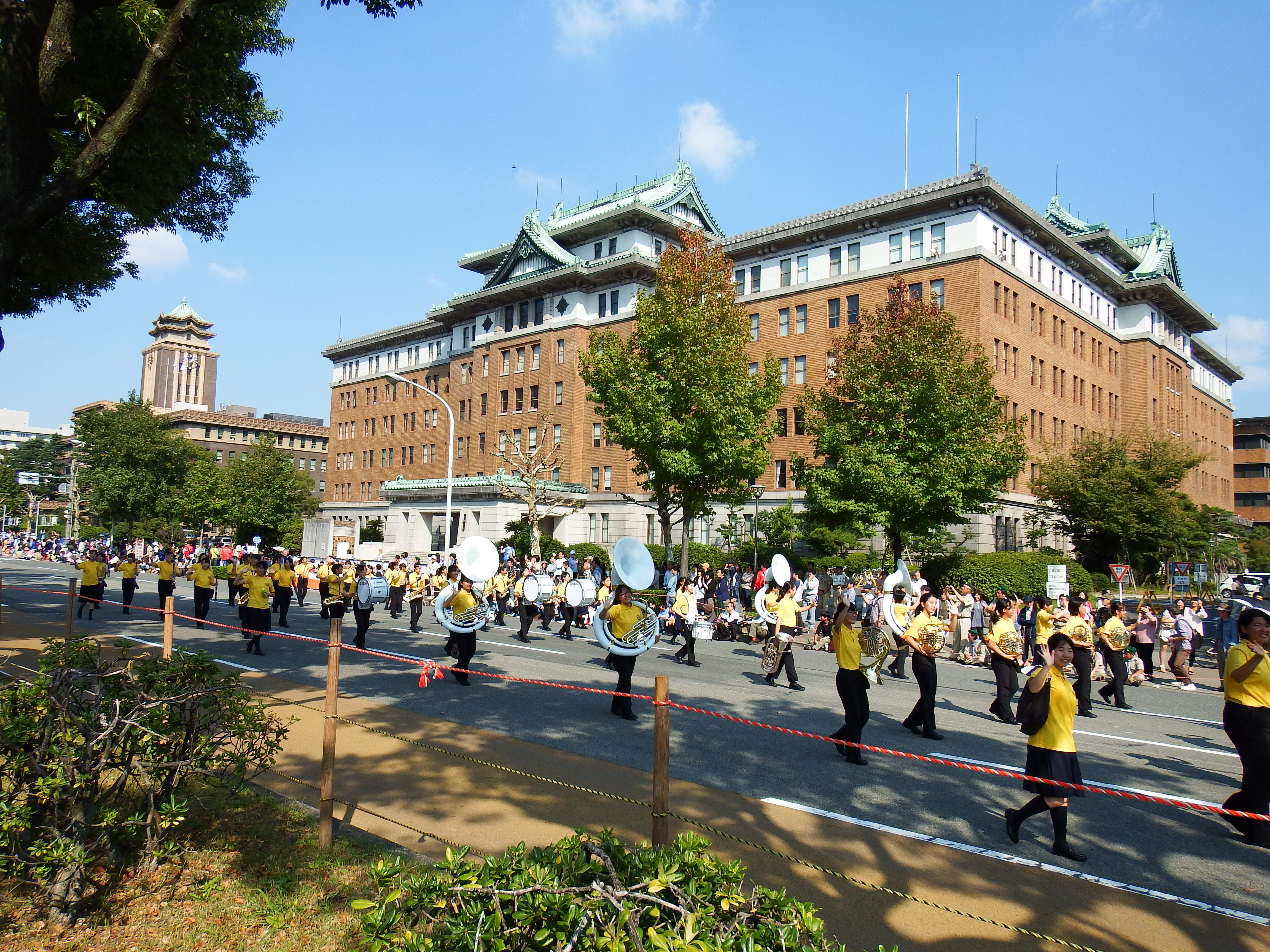
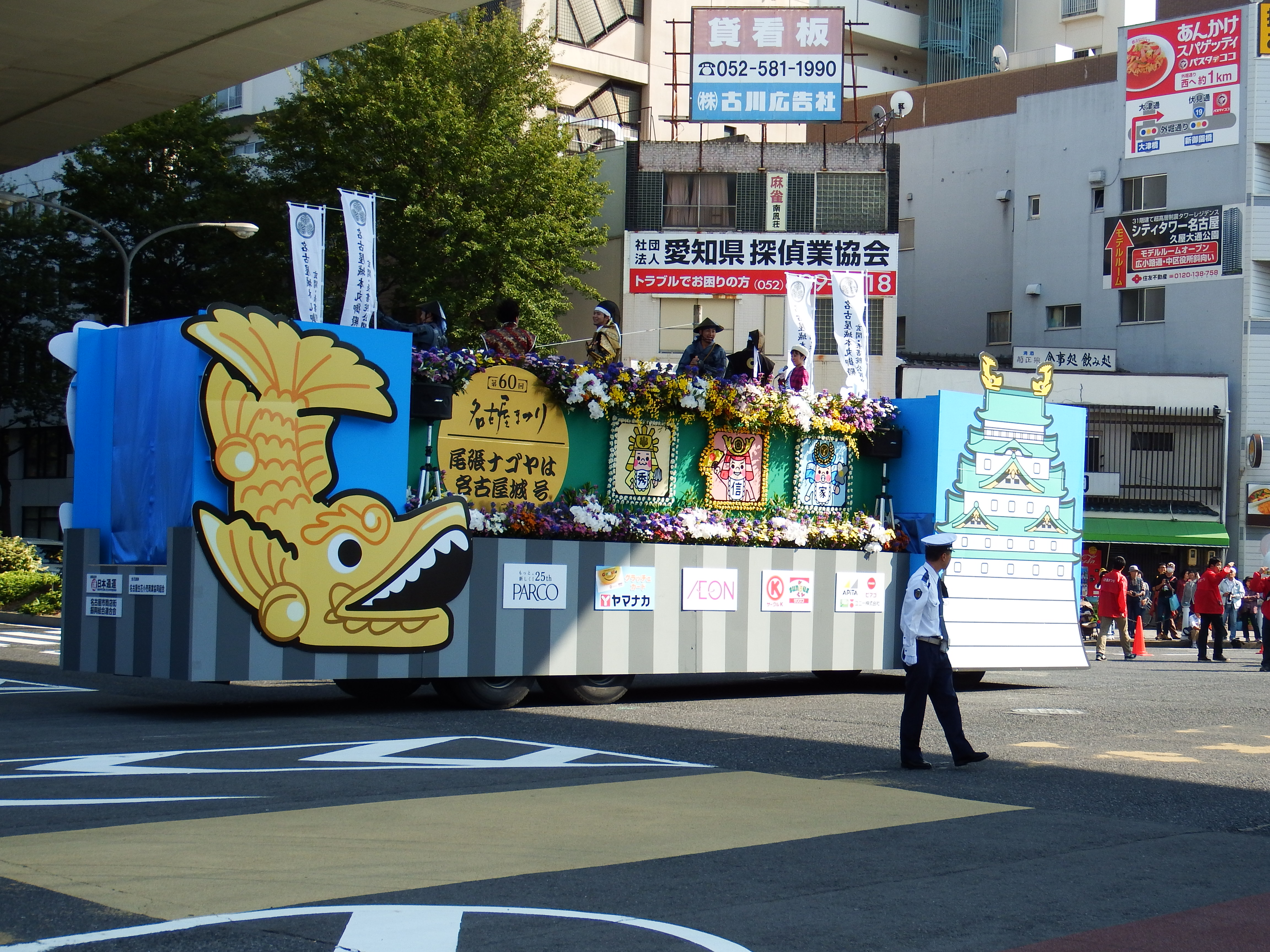
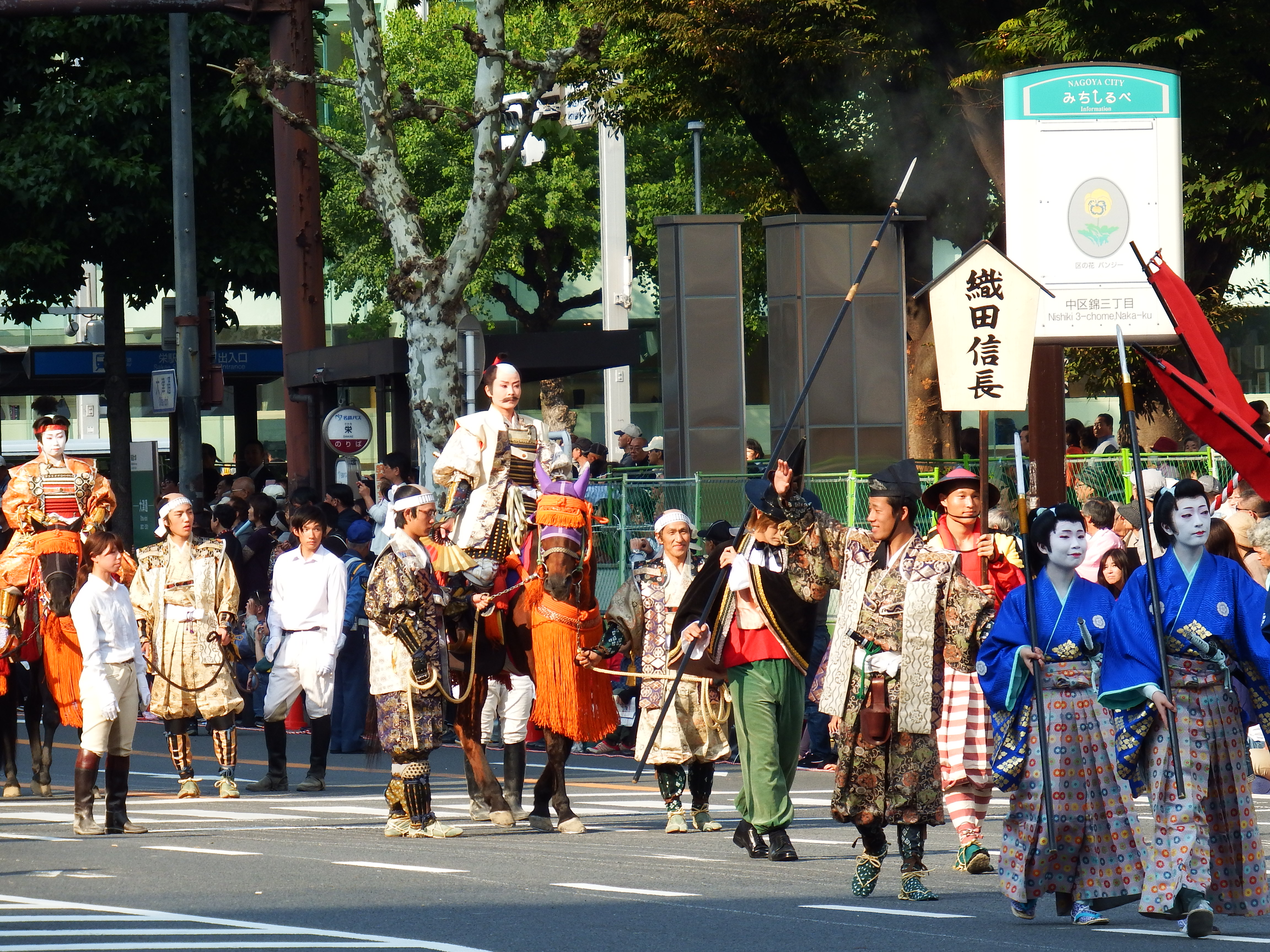
織田信長隊（郷土英傑行列）
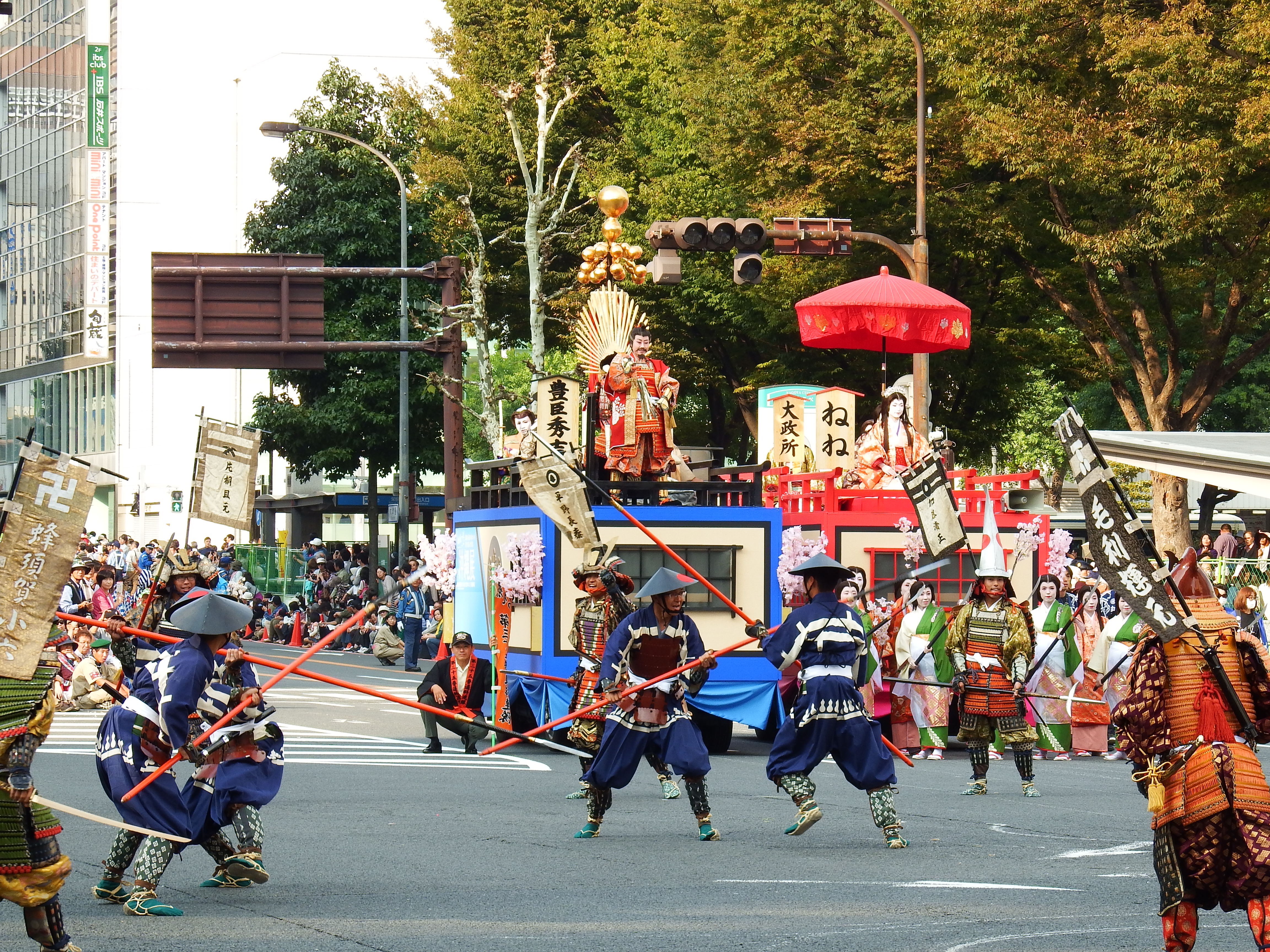
豊臣秀吉隊
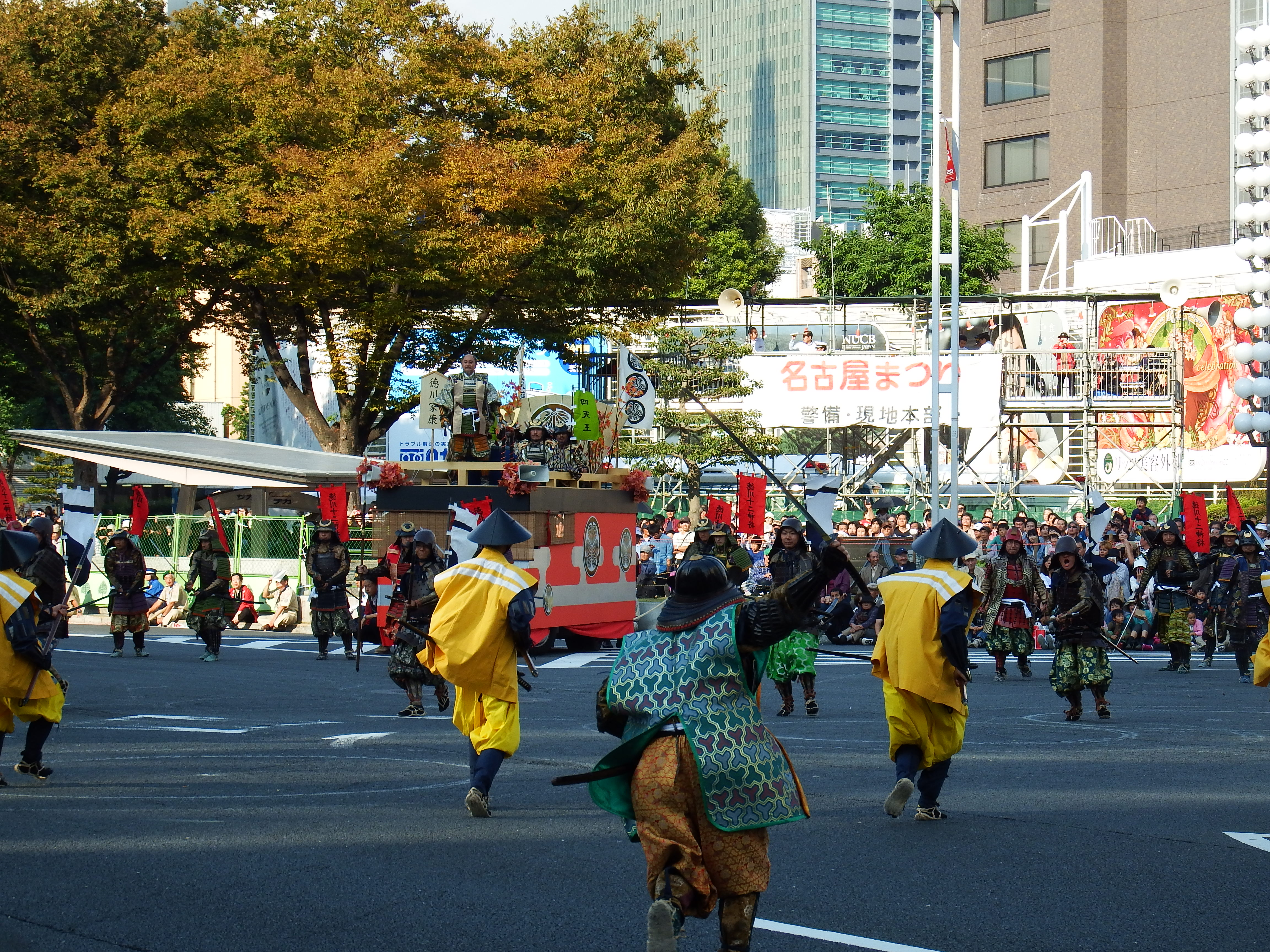
徳川家康隊
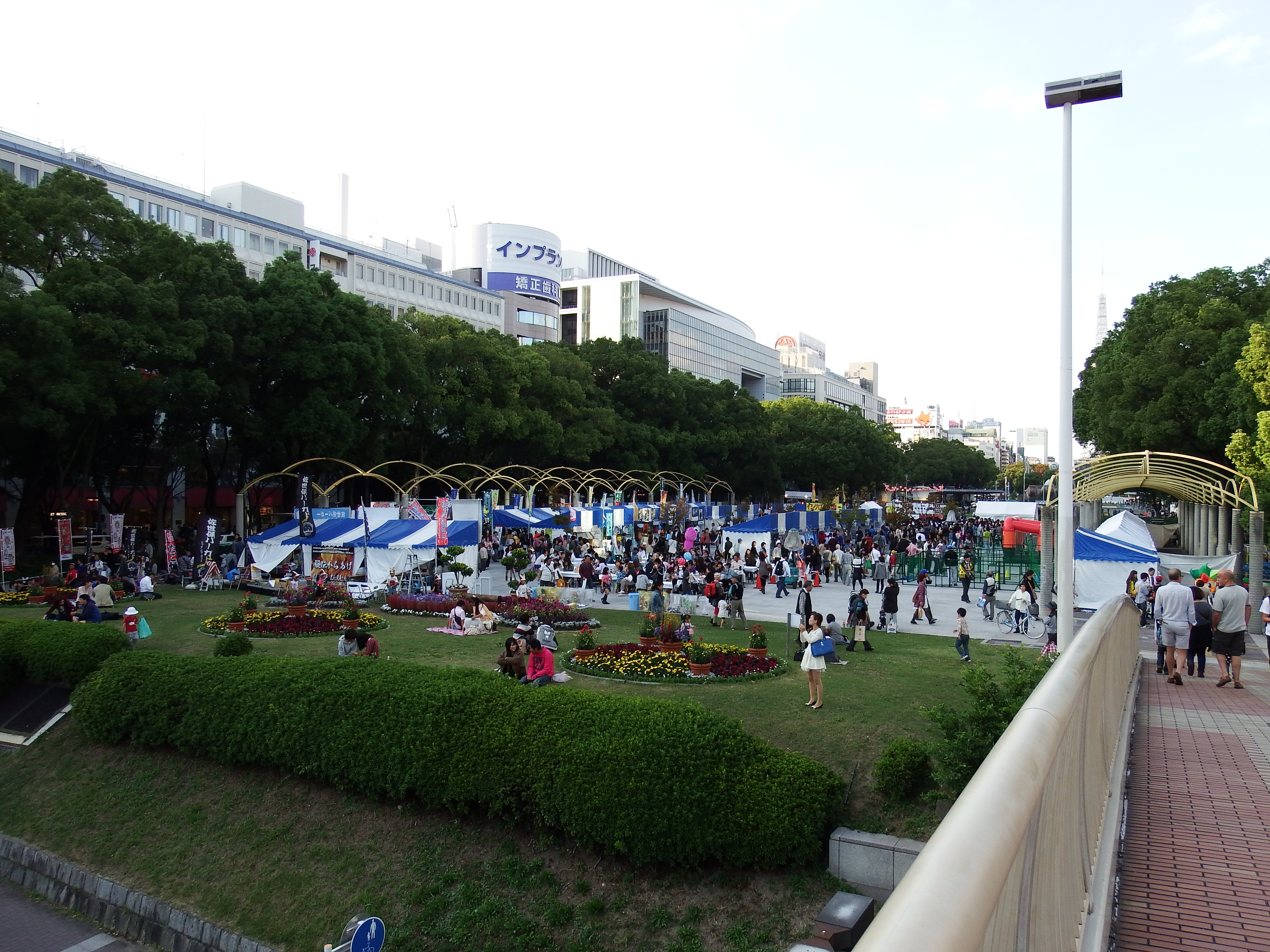
久屋大通公園会場
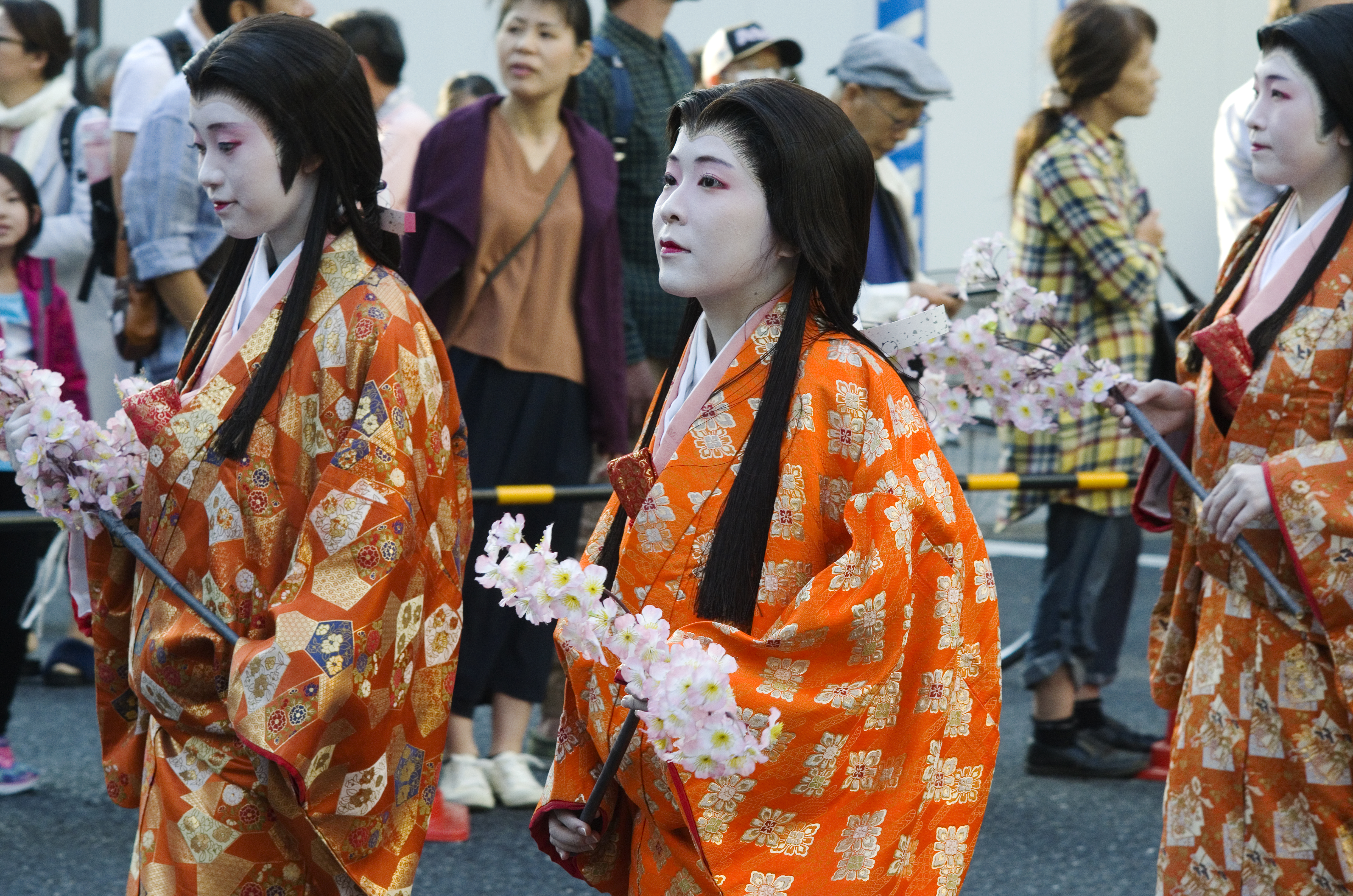
名古屋まつり 2016

## その他
祭り最終日の日曜日は、名古屋城など名古屋市が管理している有料施設が無料開放される。